# Врея-ди-Жалиш
Врея-ди-Жалиш (порт. Vreia de Jales)  —  населённый пункт и район в Португалии,  входит в округ Вила-Реал. Является составной частью муниципалитета  Вила-Пока-ди-Агиар. По старому административному делению входил в провинцию Траз-уш-Монтиш и Алту-Дору. Входит в экономико-статистический  субрегион Алту-Траз-уш-Монтиш, который входит в Северный регион. Население составляет 1190 человек на 2001 год. Занимает площадь 48,03 км².